# Magni Sport 1200 S
La Sport 1200 S è una motocicletta da strada prodotta dalla casa italiana Magni.

## Storia
Costruita attorno al quadricilindrico della Suzuki GSX, nella versione da 1.1156 cm³, la Sport 1200 S è ispirata nelle linee e nella colorazione alla MV Agusta 750 S degli anni settanta. Il modello viene presentato il 15 settembre 1999 ed entra in produzione l'anno successivo.
Ne sono stati costruiti dieci esemplari, di questi sei sono stati venduti in Giappone, uno negli Stati Uniti e tre in Europa.